# Ricardo Zegarra
Ricardo Jesús Zegarra Mendoza (Lima, 30 de abril de 1966) es un exfutbolista peruano. Tiene 58 años. 
Jugaba como delantero y destacó en diversos equipos como Sporting Cristal y Alianza Atlético.

## Selección nacional
Vistió la camiseta de la selección nacional en cuatro oportunidades, siendo su debut en un partido amistoso ante Paraguay en 1989 y anotó su único gol ese mismo año en otro amistoso ante Venezuela. 

## Clubes
| Club                      | País           | Año       |
| ------------------------- | -------------- | --------- |
| Coronel Bolognesi         | Perú           | 1987-1988 |
| Defensor Lima             | Perú           | 1989-1992 |
| FBC Melgar                | Perú           | 1993      |
| Universitario de Deportes | Perú           | 1994      |
| Cienciano                 | Perú           | 1995      |
| Sporting Cristal          | Perú           | 1996      |
| Alianza Atlético          | Perú           | 1997      |
| Al Hilal SFC              | Arabia Saudita | 1998      |
| FBC Melgar                | Perú           | 1998      |
| Unión Minas               | Perú           | 1999-2000 |
| Deportivo Wanka           | Perú           | 2001      |

## Palmarés

### Campeonatos nacionales
| Título           | Club             | País | Año  |
| ---------------- | ---------------- | ---- | ---- |
| Campeón Nacional | Sporting Cristal | Perú | 1996 |

### Distinciones individuales
| Distinción                                          | Club             | Año  |
| --------------------------------------------------- | ---------------- | ---- |
| Goleador de la Primera División del Perú (17 goles) | Alianza Atlético | 1997 |